# Nicolaaskathedraal (Novgorod)
De Kathedraal van de Heilige Nicolaas (Russisch: Николо-Дворищенский собор) is een van de oudste Russisch-orthodoxe kerken in de Russische stad Novgorod. Alleen de Sofiakathedraal is ouder. De kathedraal werd gebouwd in 1113 in de Hof van Jaroslav, het prinselijke woonoord van Veliki Novgorod. De kathedraal staat op de Werelderfgoedlijst als onderdeel van de Historische Monumenten van Novgorod en Omgeving en is gelegen buiten de muren van het kremlin, op de rechteroever van de Volchov.

## Geschiedenis
De kerk werd gebouwd in opdracht van Mstislaf I van Kiev, vorst van Novgorod. Vanwege de locatie en de verbinding met de residentie wordt er aangenomen dat de kerk als hofkerk werd gebouwd. De bouw duurde meer dan 20 jaar en de wijding van de kerk vond plaats in 1136. Een exacte datum van de voltooiing van de kerk is niet bekend. Sinds de 13e eeuw behoorde de kerk meer tot de stad: hier werden volksvergaderingen van Slavische stadstaten en landen gehouden. Sinds de 17e eeuw werd het kerkgebouw de status van kathedraal toebedeeld. In de 18e en 19e eeuw werd de kathedraal verschillende malen gerestaureerd. Net voor de Oktoberrevolutie uitbrak werd de kathedraal nogmaals gerestaureerd.

## Sovjet-periode
Vanaf 1933 werd de kathedraal een museum. Er werden wel erediensten toegestaan. Gedurende de Duitse bezetting van Novgorod in de Tweede Wereldoorlog werd de kerk als barak misbruikt en ernstig beschadigd. In 1945 werd de kathedraal teruggeven aan de Russisch-orthodoxe Kerk, echter sinds 1962 werd de kerk weer een museum.
In de jaren 1994-1995 werd een restauratie uitgevoerd waarbij de kerk zo veel mogelijk in de oorspronkelijke staat werd teruggebracht en vier kleine koepels om de hoofdkoepel werden herbouwd. De restauratie werd gefinancierd door een actie van de Hanzesteden in 1994.

## Fresco's
Van de originele fresco's resteren slechts enkele fragmenten uit de 12e eeuw. Het best bewaard bleven de fresco's van de Beproeving van Job en de Dag des Oordeels.

## Afbeeldingen

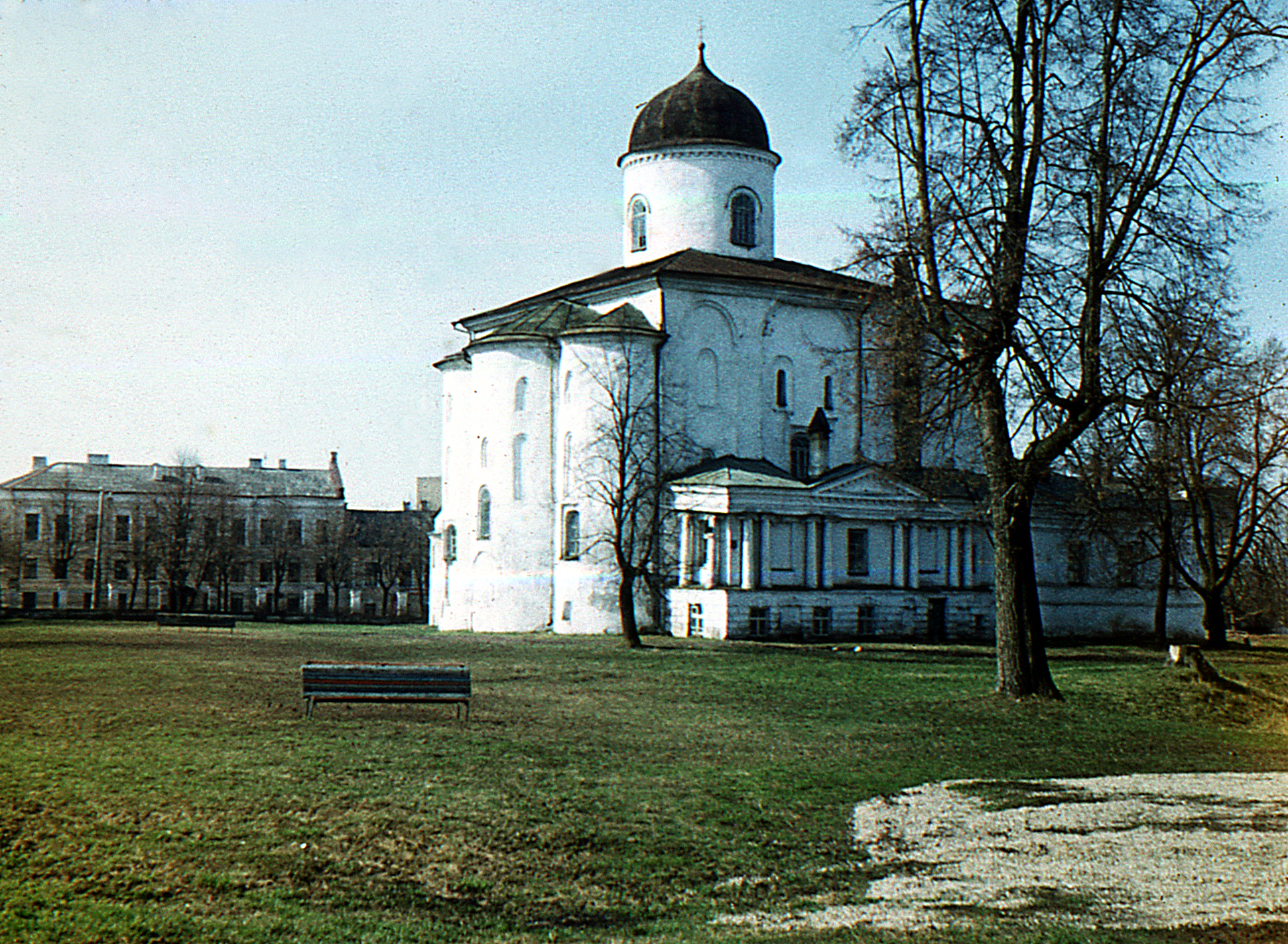
de kathedraal in 1978
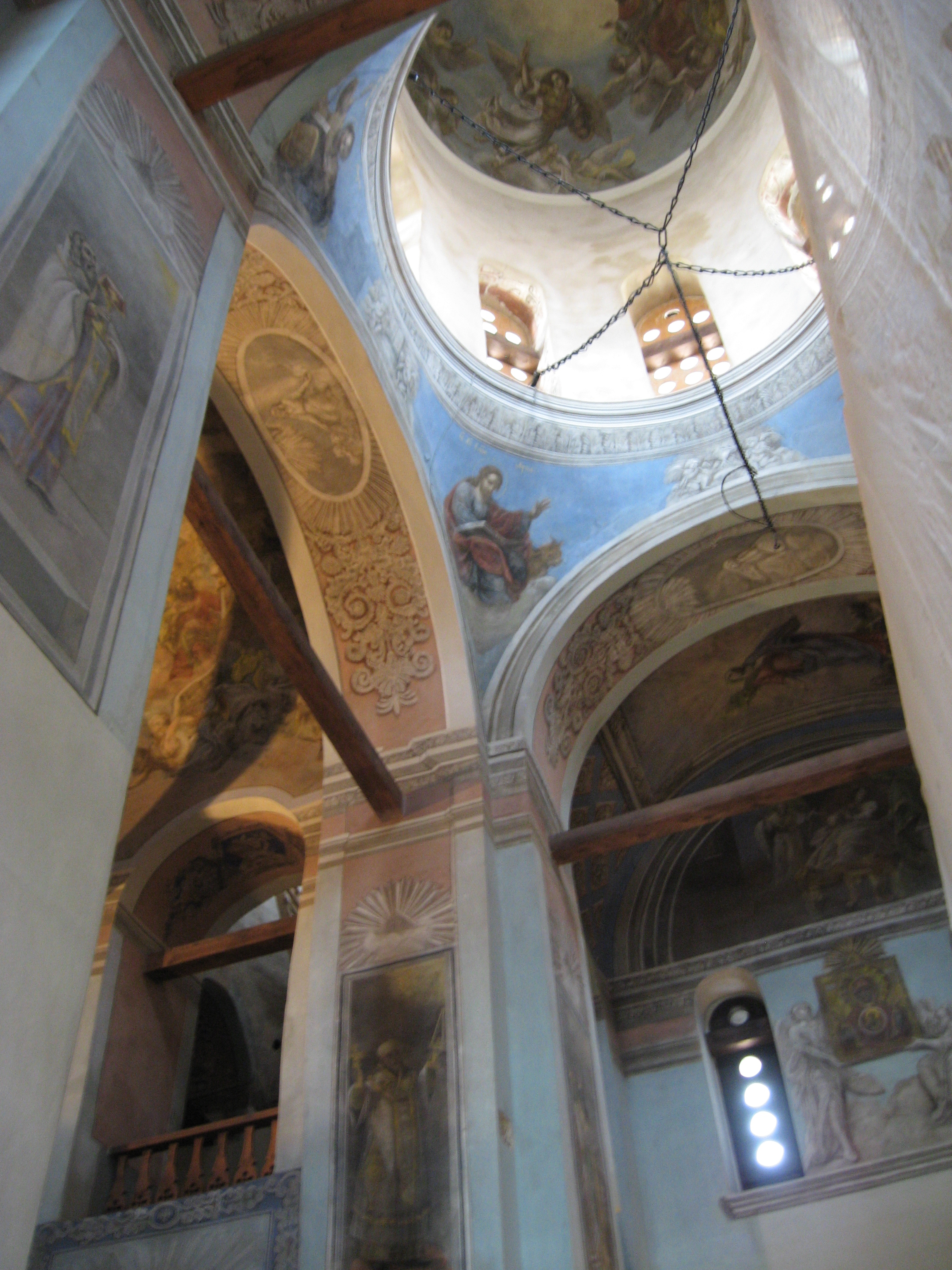
interieur
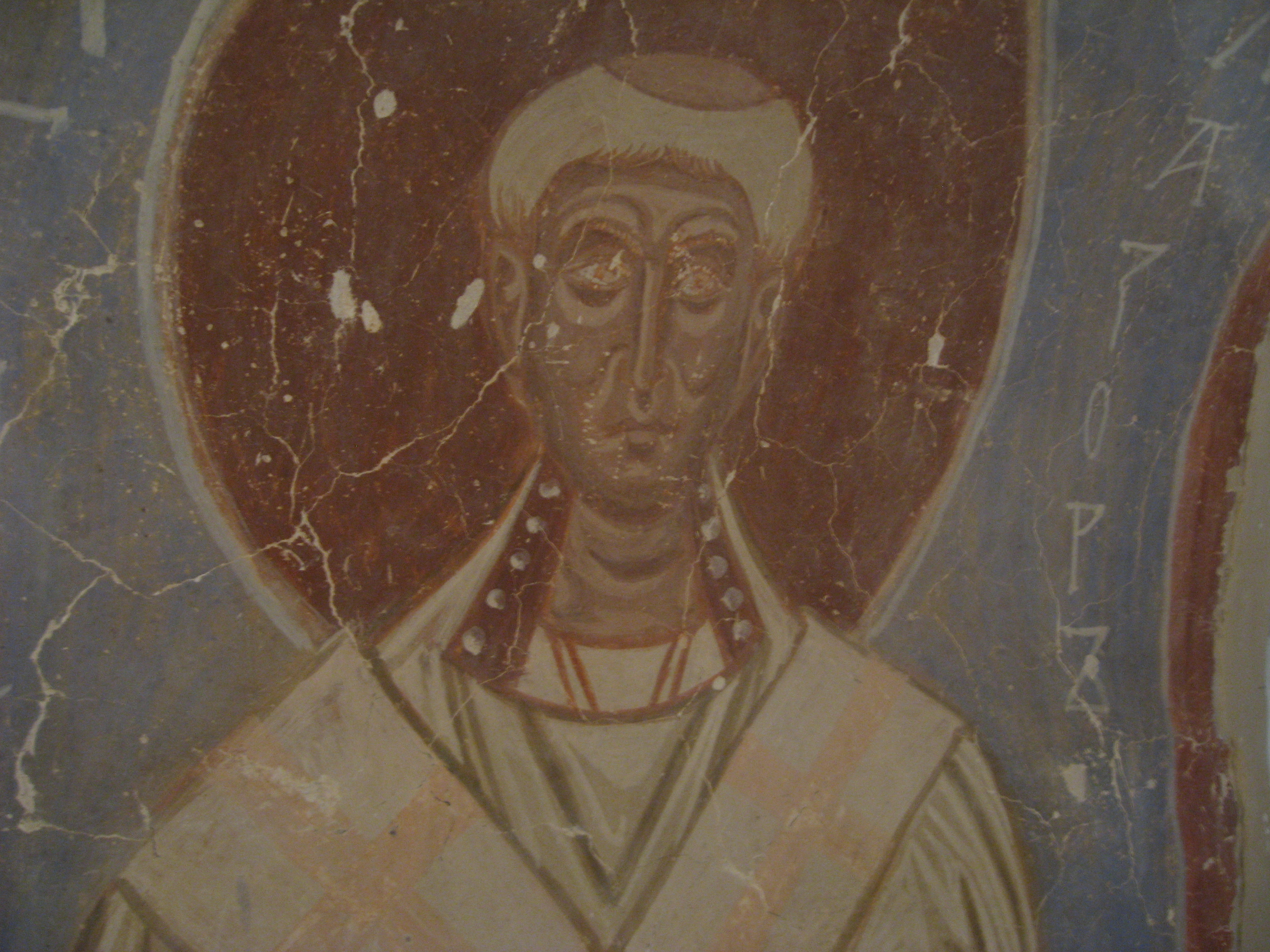
fresco